# Olympische Sommerspiele 2012/Teilnehmer (Honduras)
| Gelbes Symbol für Goldmedaillen mit stilisierten Olympischen Ringen | Graues Symbol für Silbermedaillen mit stilisierten Olympischen Ringen | Braundes Symbol für Bronzemedaillen mit stilisierten Olympischen Ringen |
| ------------------------------------------------------------------- | --------------------------------------------------------------------- | ----------------------------------------------------------------------- |
| —                                                                   | —                                                                     | —                                                                       |

Honduras nahm in London an den Olympischen Spielen 2012 teil.
Es war die insgesamt 10. Teilnahme an Olympischen Sommerspielen. Vom Comité Olímpico Hondureño wurden insgesamt 27 Athleten in 8 Sportarten nominiert.

## Teilnehmer nach Sportarten

### Boxen
| Athleten      | Wettbewerb                   | 1. Runde       | 1. Runde | Achtelfinale  | Achtelfinale  | Viertelfinale | Viertelfinale | Halbfinale    | Halbfinale    | Finale        | Finale        | Rang |
| Athleten      | Wettbewerb                   | Gegner         | Ergebnis | Gegner        | Ergebnis      | Gegner        | Ergebnis      | Gegner        | Ergebnis      | Gegner        | Ergebnis      | Rang |
| ------------- | ---------------------------- | -------------- | -------- | ------------- | ------------- | ------------- | ------------- | ------------- | ------------- | ------------- | ------------- | ---- |
| Männer        |                              |                |          |               |               |               |               |               |               |               |               |      |
| Bayron Molina | Halbfliegengewicht bis 49 kg | Devendro Singh | RSC(1)   | ausgeschieden | ausgeschieden | ausgeschieden | ausgeschieden | ausgeschieden | ausgeschieden | ausgeschieden | ausgeschieden | 17   |

(1) RSC = Abbruch durch Ringrichter

### Fußball
| Wettbewerb    | Männer |
| ------------- | --- |
| Athleten      | Éver Alvarado Jerry Bengtson Hilder Colón Wilmer Crisanto Róger Espinoza Maynor Figueroa Wilmer Fuentes Luis Garrido Eddie Hernández Johnny Leverón Marlon Licona Alexander López Anthony Lozano Mario Martínez Alfredo Mejía José Mendoza Andy Najar Arnold Peralta Orlin Peralta Romell Quioto Francisco Reyes David Velásquez |
| Trainer       | Luis Fernando Suárez |
| Gruppenphase  | Marokko 2:2 (0:1) Spanien 1:0 (1:0) Japan 0:0 |
| Viertelfinale | Brasilien 2:3 (1:1) |
| Halbfinale    | ausgeschieden |
| Finale        | ausgeschieden |

### Gewichtheben
| Athleten         | Wettbewerb       | Reißen  | Reißen | Stoßen  | Stoßen | Zweikampf | Zweikampf | Rang |
| Athleten         | Wettbewerb       | Gewicht | Rang   | Gewicht | Rang   | Gewicht   | Rang      | Rang |
| ---------------- | ---------------- | ------- | ------ | ------- | ------ | --------- | --------- | ---- |
| Männer           |                  |         |        |         |        |           |           |      |
| Cristopher Pavón | Klasse bis 94 kg | 140 kg  | 16     | 180 kg  | 18     | 320 kg    | 18        | 18   |

### Judo
| Athleten    | Wettbewerb       | 1. Runde Round of 64 | 1. Runde Round of 64 | 2. Runde Round of 32 | 2. Runde Round of 32 | Achtelfinale Round of 16 | Achtelfinale Round of 16 | Viertelfinale Quarter Final | Viertelfinale Quarter Final | Hoffnungsrunde Halbfinale Repechage | Hoffnungsrunde Halbfinale Repechage | Halbfinale    | Halbfinale    | Hoffnungsrunde Finale Bronze Medal | Hoffnungsrunde Finale Bronze Medal | Finale        | Finale        | Rang |
| Athleten    | Wettbewerb       | Gegner               | Ergebnis             | Gegner               | Ergebnis             | Gegner                   | Ergebnis                 | Gegner                      | Ergebnis                    | Gegner                              | Ergebnis                            | Gegner        | Ergebnis      | Gegner                             | Ergebnis                           | Gegner        | Ergebnis      | Rang |
| ----------- | ---------------- | -------------------- | -------------------- | -------------------- | -------------------- | ------------------------ | ------------------------ | --------------------------- | --------------------------- | ----------------------------------- | ----------------------------------- | ------------- | ------------- | ---------------------------------- | ---------------------------------- | ------------- | ------------- | ---- |
| Männer      |                  |                      |                      |                      |                      |                          |                          |                             |                             |                                     |                                     |               |               |                                    |                                    |               |               |      |
| Kenny Godoy | Klasse bis 60 kg | Zakari Gourouza      | 000:100              | ausgeschieden        | ausgeschieden        | ausgeschieden            | ausgeschieden            | ausgeschieden               | ausgeschieden               | ausgeschieden                       | ausgeschieden                       | ausgeschieden | ausgeschieden | ausgeschieden                      | ausgeschieden                      | ausgeschieden | ausgeschieden | 33   |

### Leichtathletik
Laufen und Gehen
| Athleten        | Wettbewerb   | Vorlauf | Vorlauf | Halbfinale    | Halbfinale    | Finale        | Finale        | Rang |
| Athleten        | Wettbewerb   | Zeit    | Rang    | Zeit          | Rang          | Zeit          | Rang          | Rang |
| --------------- | ------------ | ------- | ------- | ------------- | ------------- | ------------- | ------------- | ---- |
| Frauen          |              |         |         |               |               |               |               |      |
| Jeimy Bernárdez | 100 m Hürden | 14,36 s | 8       | ausgeschieden | ausgeschieden | ausgeschieden | ausgeschieden | 41   |
| Männer          |              |         |         |               |               |               |               |      |
| Ronald Bennett  | 110 m Hürden | 14,45 s | 9       | ausgeschieden | ausgeschieden | ausgeschieden | ausgeschieden | 44   |

### Ringen
| Athleten        | Wettbewerb       | 1. Runde | 1. Runde | Achtelfinale    | Achtelfinale | Viertelfinale | Viertelfinale | Halbfinale    | Halbfinale    | Hoffnungsrunde Viertelfinale | Hoffnungsrunde Viertelfinale | Hoffnungsrunde Halbfinale | Hoffnungsrunde Halbfinale | Hoffnungsrunde Finale | Hoffnungsrunde Finale | Finale        | Finale        | Rang |
| Athleten        | Wettbewerb       | Gegner   | Ergebnis | Gegner          | Ergebnis     | Gegner        | Ergebnis      | Gegner        | Ergebnis      | Gegner                       | Ergebnis                     | Gegner                    | Ergebnis                  | Gegner                | Ergebnis              | Gegner        | Ergebnis      | Rang |
| --------------- | ---------------- | -------- | -------- | --------------- | ------------ | ------------- | ------------- | ------------- | ------------- | ---------------------------- | ---------------------------- | ------------------------- | ------------------------- | --------------------- | --------------------- | ------------- | ------------- | ---- |
| Freistil Männer |                  |          |          |                 |              |               |               |               |               |                              |                              |                           |                           |                       |                       |               |               |      |
| Brandon Escobar | Klasse bis 55 kg | Freilos  | Freilos  | Mihran Jaburjan | 1:3          | ausgeschieden | ausgeschieden | ausgeschieden | ausgeschieden | ausgeschieden                | ausgeschieden                | ausgeschieden             | ausgeschieden             | ausgeschieden         | ausgeschieden         | ausgeschieden | ausgeschieden | 12   |

### Schießen
| Athleten        | Wettbewerb       | Qualifikation | Qualifikation | Finale        | Finale        | Ringe | Rang |
| Athleten        | Wettbewerb       | Ringe         | Rang          | Ringe         | Rang          | Ringe | Rang |
| --------------- | ---------------- | ------------- | ------------- | ------------- | ------------- | ----- | ---- |
| Frauen          |                  |               |               |               |               |       |      |
| Claudia Fajardo | Luftpistole 10 m | 348           | 48            | ausgeschieden | ausgeschieden | 348   | 48   |

### Schwimmen
| Athleten               | Wettbewerb     | Vorlauf     | Vorlauf | Halbfinale    | Halbfinale    | Finale        | Finale        | Rang |
| Athleten               | Wettbewerb     | Zeit        | Rang    | Zeit          | Rang          | Zeit          | Rang          | Rang |
| ---------------------- | -------------- | ----------- | ------- | ------------- | ------------- | ------------- | ------------- | ---- |
| Frauen                 |                |             |         |               |               |               |               |      |
| Karen Vilorio          | 100 m Rücken   | 1:06,38 min | 41      | ausgeschieden | ausgeschieden | ausgeschieden | ausgeschieden | 41   |
| Männer                 |                |             |         |               |               |               |               |      |
| Allan Gutiérrez Castro | 400 m Freistil | 4:09,10 min | 28      | ausgeschieden | ausgeschieden | ausgeschieden | ausgeschieden | 28   |